# 18 de Mayo
18 de Mayo é uma cidade uruguaia, situada no departamento de Canelones. É também sede do município homônimo.

## História
A cidade foi oficialmente reconhecida como tal pela lei 19.543, de 20 de outubro de 2017, e sua origem está associada à expansão urbana ocorrida entre as cidades de Las Piedras, ao norte, e Progreso, ao sul. A criação da cidade ocorreu posteriormente à constituição do município de 18 de Mayo, estabelecido anteriormente na mesma região.
A cidade é composta pelos seguintes bairros: Villa Foresti, El Dorado, Vista Linda, San Francisco, Villa Esperanza, Villa Alegría, San Isidro, Villa Regina, Villa Cristina, San Marcos, El Dorado Chico, El Santo, San Francisco Chico e San Francisco Nuevo. Seus limites e população coincidem com os do município homônimo.